# Паметник на Васил Левски (Разлог)
Паметникът на Васил Левски в Разлог е издигнат в памет на посещението на Апостола в града с тогавашно име Мехомия в 1869 година, според местни изследователи, и основаването от него на местен революционен комитет.

## Местоположение
Паметникът се намира на централния градски площад, пред Общината.

## История
Според открита приписка на свещеник Коста Савов Чилев от Разлог Васил Левски посещава Мехомия още през 1869 година и основава революционен комитет от 12 души. Смята се, след това продължава към други македонски селища и Горна Джумая. Приписката гласи: „Трябва да се помни от всички, че през лето 1869 г. в Мехомия идва апостолът  Васил Левски и основа революционен комитет от 12 души в къщата на Кипре Максев. Така беше и така да се запомни. Събранието стана в края на юни 1869 г. Събрали се бехме: Иван Даскало, Коста Савов, Коле Каназирев, Тасе Хаджийски, Кипре Максев, Илия Кулин, С. Татарски, Б. Юруков, Иван Кондев, Яне Ботков, Глиго Меджилизов и Иван Максев. Апостолът говори много и тежко. Беше гласовит и сериозен. Слушахме го с внимание. Заклехме се да работим здраво и смело. Само така ще се избавим от проклетото турско робство – завърши говора си Левски. Ние ще работиме, както ни заповяда Апостола. Гонението срещу нас беше големо“.
Паметникът е открит в 1996 година. Дело е на скулптора Михаил Шапкарев, потомък на Кузман Шапкарев.
Пред него се правят честванията на 19 февруари, 3 март, 18 юли, 6 септември, 24 октомври (освобождението на Разлог).

## Описание
Бронзов бюст на Васил Левски стои върху постамент от полиран гранит, на който е врязан надписа „В. Лѣвскiй“. Зад фигурата, върху малък постамент, е поставена плоча от черен камък, на която с ръкописен шрифт е изписано: „Трѣбва да се помни отъ всички, че прѣз лѣтото на 1869 година в Мехомия идва Апостола Василъ Лѣвскiй и основа революционенъ комитетъ отъ 12 души въ къщата на Кипре Максевъ“ (свещ. К. Савовъ)“.